# Kvadranter i Washington, D.C.

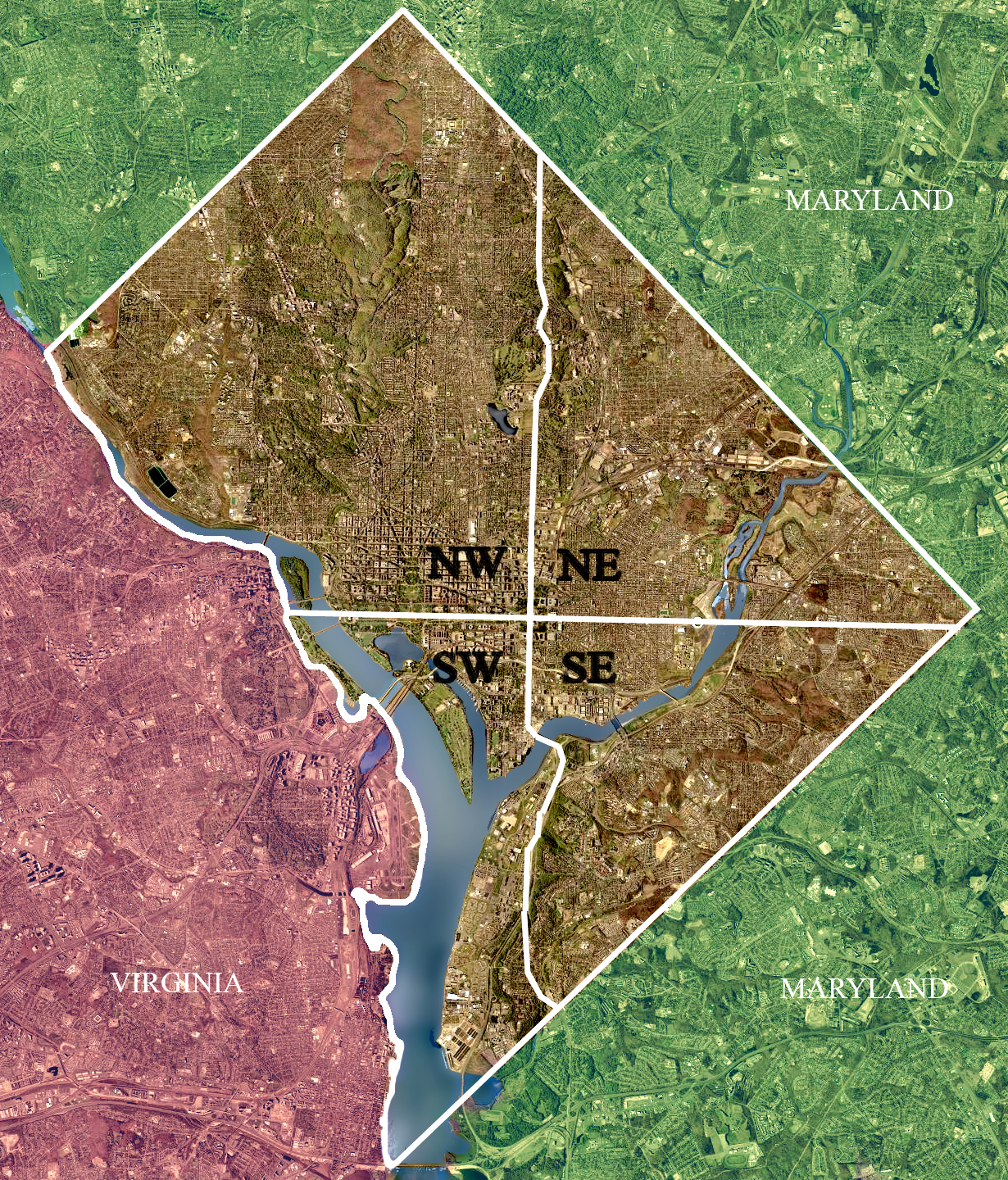
Karrta över det federala distriktets fyra kvadranter. Delstaterna Maryland (i grönt) och Virginia (i magenta).

Washington, D.C. är geografiskt uppdelat i fyra kvadranter: nordost (Northeast: NE), sydost (Southeast: SE), sydväst (Southwest: SW) och nordväst (Northwest: NW). Systemet har funnits sedan 1791 när Pierre Charles L'Enfant ritade staden och distriktet.
Mittpunkten är emellertid inte belägen i distriktets geografiska centrum, utan i Kapitoliums rotunda. Systemet används för distriktets gatuadresser samt för dess samhällsplanering.
I den nordvästra kvadranten, där bland annat Vita huset är belägen, finns 42 % av ytan och över hälften av befolkningen.